# Měšťanské a patricijské domy v Jáchymově

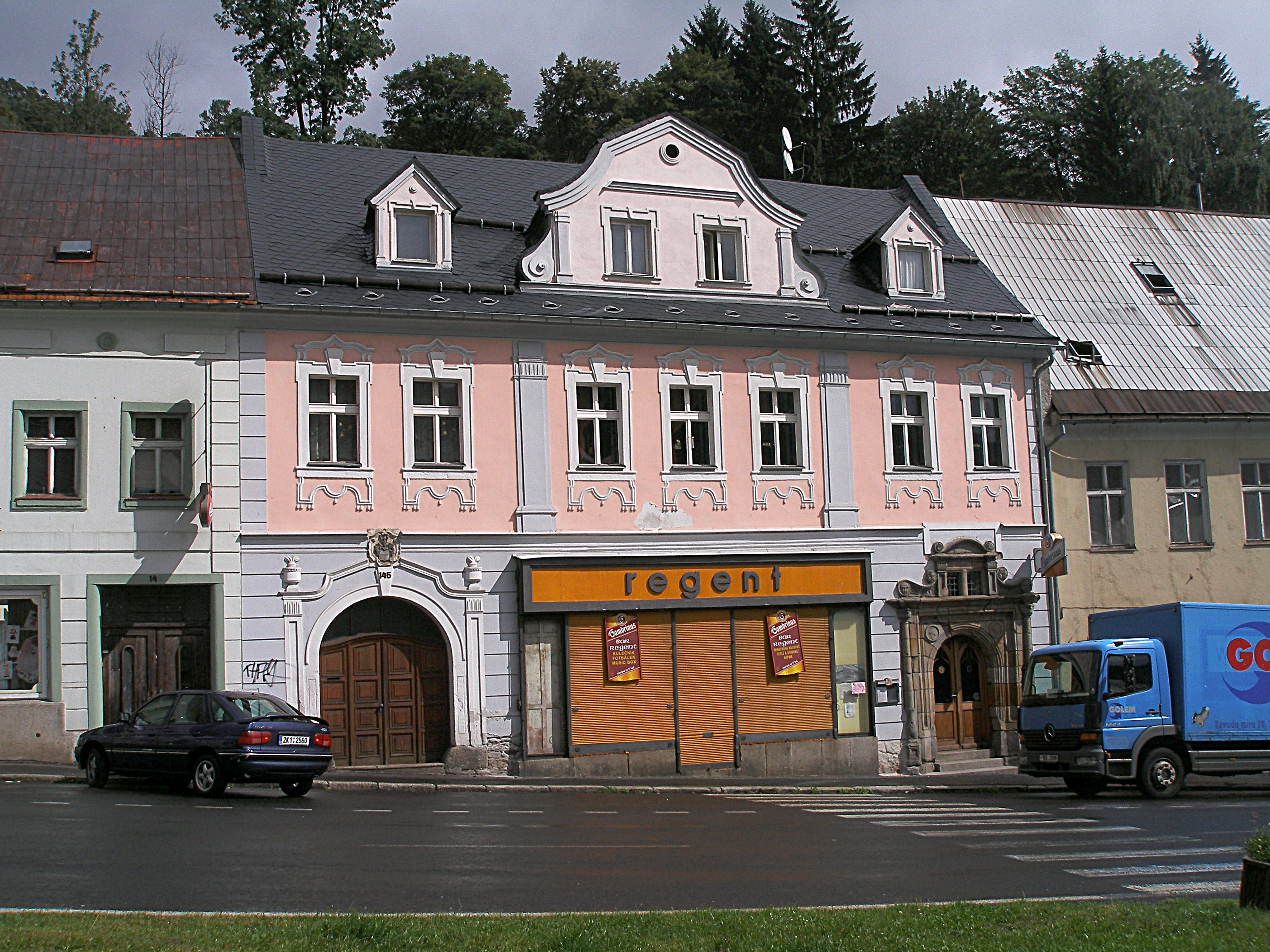
Dům č. p. 145

Měšťanské a patricijské domy v Jáchymově ztratily po požáru města 31. března 1873 svůj původní vzhled a byly většinou sníženy o jedno patro. Původní budovy byly totiž zděné jen do výše prvního patra a patro druhé bylo i se štíty hrázděné. Kamenné části si více či méně zachovaly svůj vzhled.

## Domy
- Renesanční dům čp. 4. – dům s nikovým portálem a vyřezávanými vraty z roku 1700. Při rekonstrukci v devadesátých letech 20. století byly objeveny renesanční kazetový a trámový strop s barokní malbou. Mezi majitele patřil Petr Vok z Rožmberka.
- Renesanční dům čp. 8 postavený Štěpánem Šlikem kolem roku 1520. Vzácný vstupní portál saského typu. Ve vstupní chodbě gotická klenba, v prvním patře pozůstatky původního krbu. V důsledku zatékání dešťové vody se pod omítkou objevily zbytky renesanční malby ve vstupní chodbě i v místnostech prvního patra.
- Renesanční dům čp. 10 z roku 1540 s barokním portálem. Při opravě fasády objeveny fragmenty renesanční výmalby.
- Renesanční dům čp. 11 z roku 1540 s portálem s dvojitým světlíkem.
- Nákladnický dům čp. 12. Zachovány gotické klenby, nikový portál s konsolovými sedátky, vstupní síň má hřebínkovou klenbu a jako jeden z mála domů si zachoval obě patra. V chodbě prvního patra kroužená klenba – jediný známý příklad užití tohoto typu klenby v měšťanském domě na území ČR.
- Renesančně-barokní dům č. p. 21 (původně 71). Na trámech krovů původní tesařské značky.
- Renesanční dům čp. 33 v Mincovní ulici. Součástí domu je pozůstatek pevnostního zajištění nálezné štoly z let 1517 – 1520. Ve sklepeních původní žulová vana na led.
- Patricijský dům čp. 72. Původně šlikovská horní budova, později děkanství. Portál z doby kolem roku 1540. Průčelí má barokní plastickou výzdobu z roku 1760, která je v Jáchymově ojedinělá.
- Patricijský dům čp. 73 z roku 1540. Sídlilo zde první městské muzeum. Zachovalý dvorní trakt.
- Goticko-renesanční dům čp. 97 (128). Dochovány renesanční záklopkové stropy. Stav po přestavbách v letech 1873 a 1910.
- Uhelný dům čp. 117 z roku 1527. Barokně přestavěn v roce 1782. Průčelí je ojedinělou ukázkou tzv. místního baroka.
- Čp. 120. V zachovalém nárožním výklenku stála socha světce a bydlel zde Johannes Mathesius.
- Dům čp. 126 postavil hormistr Johann Müller z Bergenu. Podoba po přestavbě v roce 1850. Uvnitř dochovány dvoje plechové dveře z doby, kdy zde byla městská šatlava.
- Budova fary s čp. 127. Třípatrové sklepení sklenuté na centrální sloup. V 70. letech 20. století snesena novorenesanční fasáda. Dochovány plány stavitele Franze Rehna k obnově po požáru v roce 1873. Při léčení ve městě zde bydlel Karel May.
- Raně goticko-renesanční dům čp. 133 z počátku města. Sklepení zaklenuté do tzv. mnicha – centrálního sloupu.
- Renesanční dům čp. 134. Po přestavbě v letech 1873 – 1878 došlo k posunu osy vstupu z centra doleva. V suterénu hřebínkové klenby.
- Bohatý nákladnický dům č. p. 139 z roku 1541 s krásným vstupním portálem. V přízemí a patře hřebínkové klenby, schodiště je s lunetami. Půdorys si zachoval původní dispozici. – zbořen
- Patricijský dům čp. 143. Dům s dvorním křídlem ze šestnáctého století. Zachován vstupní portál s rustikovanou edikulou a sklípkovité klenby v přízemí a ve dvou místnostech patra nádvorní budovy.
- Budova čp. 145 s barokním průčelím z roku 1760. Na původním vstupním portálu erb Zeileisenů. V pravé části domu vsazen portál z č. p. 139. Centrální obchodní portál z roku 1914.
- Dům těžaře Hanse Pocka. Čp. 146 s portálem zdobeným kamenickou prací a dvěma kozly. V průjezdu do dvora zachovány klenby.
- Čp. 270. Portál je bohatě zdobený kamenickou prací – mušlemi a sirénami (napůl ryba a napůl pták). V rozích jsou portréty muže a ženy. Jinak je dům prakticky zničen stavebními úpravami.
- „Červený“ dům čp. 273. Název domu z počátku města. Podle legendy zde byla nalezena Milostná soška Panny Marie.
- Dům pekaře Kühna čp. 282. Zde MUDr. Leopold Gottlieb provozoval první lázně na území města. Dochovány původní koupelové vany.
- Dům horního písaře Wolfa Thiela čp. 292. Na domě renesanční portál s erbem majitele.

Zachovaly se i další patricijské domy, ale jsou více či méně poškozeny necitlivými úpravami. 
Z uvedených budov jsou domy čp. 4, 8, 12, 72, 143, 145 a 146 chráněny jako kulturní památky České republiky.